# Sam Shields
(en) Statistiques sur pro-football-reference
Samuel George Shields III (né le 8 décembre 1987 à Sarasota), plus connu sous le nom de Sam Shields, est un joueur de football américain évoluant au poste de cornerback.
Il se présente à la Draft 2010 de la NFL mais alors qu'il est pressenti comme un potentiel sélectionné de 7e tour, il est arrêté pour possession de marijuana et n'est finalement pas sélectionné. Il est néanmoins engagé au salaire minimum comme joueur non drafté par la franchise de Packers de Green Bay,. Il y joue pendant sept saisons et est libéré le 8 février 2017. Il reste cependant sans équipe pendant la saison 2017 pour se rétablir complètement d'une commotion cérébrale,.
Le 8 mars 2018, il est engagé comme agent libre par les Rams de Los Angeles.

## Carrière

### High School et université
Shields va à la Booker High School où il évolue au poste de wide receiver, attirant le regard de certains recruteurs. Décidant d'entrer à l'université de Miami, Sam occupe toujours le poste de wide receiver avant de changer lors de sa dernière année à l'université, jouant au poste de cornerback.

### Professionnel
| Données mesurées lors du NFL Scouting Combine de 2010 | Données mesurées lors du NFL Scouting Combine de 2010 | Données mesurées lors du NFL Scouting Combine de 2010 | Données mesurées lors du NFL Scouting Combine de 2010 | Données mesurées lors du NFL Scouting Combine de 2010 | Données mesurées lors du NFL Scouting Combine de 2010 | Données mesurées lors du NFL Scouting Combine de 2010 | Données mesurées lors du NFL Scouting Combine de 2010 | Données mesurées lors du NFL Scouting Combine de 2010 | Données mesurées lors du NFL Scouting Combine de 2010 | Données mesurées lors du NFL Scouting Combine de 2010 |
| Taille                                                | Poids                                                 | Long. bras                                            | Taille main                                           | 40 yds dash                                           | 10 yds split                                          | 20 yds split                                          | 20 yds shuttle                                        | 3 cone drill                                          | Dét. Vert.                                            | Dét. Long.                                            |
| ----------------------------------------------------- | ----------------------------------------------------- | ----------------------------------------------------- | ----------------------------------------------------- | ----------------------------------------------------- | ----------------------------------------------------- | ----------------------------------------------------- | ----------------------------------------------------- | ----------------------------------------------------- | ----------------------------------------------------- | ----------------------------------------------------- |
| 1,80 m (5 ft 11 in)                                   | 83 kg (184 lb)                                        | 88,26 cm (34,75 in)                                   | 27,30 (10,75 in)                                      | 4.30 s                                                | 1,56 s                                                | 2,48 s                                                | 4,19 s                                                | 6,79 s                                                | 99 cm (39 in)                                         | 3,38 m (11 ft 1 in)                                   |

#### Bons débuts
Shields n'est pas sélectionné lors du Draft 2010 de la NFL. Il signe comme agent libre avec les Packers de Green Bay peu de temps après l'échec en draft.
Chez les Packers, il occupe le poste de troisième cornerback derrière les vétérans Charles Woodson et Tramon Williams. Il intègre l'effectif professionnel jouant quatorze matchs sur seize en saison régulière au poste de nickel back.

#### Shields s'impose
Lors du match de championnat pour le titre du championnat NFC, il intercepte une passe de Caleb Hanie, quarterback des Bears de Chicago dans les ultimes minutes du match, propulsant son équipe au Super Bowl XLV. Lors de ce même match contre les Bears, il effectue deux interceptions, un sack et fait un tacle qui permet aux siens de reprendre le ballon.
Le 6 février 2011, il effectue deux tacles contre les Steelers de Pittsburgh mais se blesse à l'épaule lors du second quart-temps et ne joue pas beaucoup lors de la seconde période du match remporté par les Packers.

## Statistiques NCAA
| Année     | Équipe    | Statut    | MJ |     | Passes réceptionnées | Passes réceptionnées | Passes réceptionnées | Passes réceptionnées |       | Courses | Courses | Courses | Courses |
| Année     | Équipe    | Statut    | MJ | Nb. | Yards                | Moy.                 | TD                   | Nb.                  | Yards | Moy.    | TD      |         |         |
| 2006      | MIA       | FR        | 13 | 37  | 501                  | 13.5                 | 4                    | 3                    | -11   | -3.7    | 0       |         |         |
| 2007      | MIA       | SO        | 0  | 27  | 346                  | 12.8                 | 3                    | 0                    | 0     | 0       | 0       |         |         |
| 2008      | MIA       | JR        | 13 | 11  | 124                  | 11.3                 | 0                    | 0                    | 0     | 0       | 0       |         |         |
| Totaux WR | Totaux WR | Totaux WR | 36 | 75  | 971                  | 12.9                 | 7                    | 3                    | -11   | -3.7    | 0       |         |         |

| Année     | Équipe    | Statut    | MJ |       | Plaquages | Plaquages | Plaquages | Plaquages |       | Interceptions | Interceptions | Interceptions | Interceptions |  | Fumbles | Fumbles |
| Année     | Équipe    | Statut    | MJ | Total | Seul      | Ast.      | Sacks     | Nb.       | Yards | Déf.          | TD            | Nb.           | Rec.          |  |         |         |
| 2009      | MIA       | SR        | 12 | 28    | 13        | 41        | 1.0       | 0.0       | 0     | 0             | 0             | 0             | 0             |  |         |         |
| Totaux DB | Totaux DB | Totaux DB | 12 | 28    | 13        | 41        | 1.0       | 0.0       | 0     | 0             | 0             | 0             | 0             |  |         |         |

## Statistiques NFL
| Année           | Équipe          | MJ  |       | Plaquages | Plaquages | Plaquages | Plaquages |       | Interceptions | Interceptions | Interceptions | Interceptions |  | Fumbles | Fumbles |
| Année           | Équipe          | MJ  | Total | Seul      | Ast.      | Sacks     | Nb.       | Yards | Déf.          | TD            | Nb.           | Rec.          |  |         |         |
| 2010            | GB              | 14  | 29    | 25        | 4         | 0.0       | 2         | 0     | 6             | 0             | 0             | 0             |  |         |         |
| 2011            | GB              | 15  | 45    | 42        | 3         | 0.0       | 4         | 68    | 12            | 0             | 1             | 0             |  |         |         |
| 2012            | GB              | 10  | 28    | 23        | 5         | 1.0       | 3         | 32    | 10            | 0             | 0             | 1             |  |         |         |
| 2013            | GB              | 14  | 61    | 51        | 10        | 0.0       | 3         | 16    | 4             | 0             | 0             | 0             |  |         |         |
| 2014            | GB              | 14  | 40    | 33        | 7         | 0.0       | 2         | 62    | 9             | 0             | 0             | 0             |  |         |         |
| 2015            | GB              | 12  | 39    | 37        | 2         | 0.0       | 3         | 15    | 13            | 0             | 0             | 1             |  |         |         |
| 2016            | GB              | 1   | 3     | 3         | 0         | 0.0       | 0         | 0     | 0             | 0             | 0             | 0             |  |         |         |
| 2018            | LAR             | 16  | 22    | 18        | 4         | 0.0       | 1         | 22    | 4             | 0             | 0             | 0             |  |         |         |
| Totaux GB       | Totaux GB       | 96  | 267   | 232       | 35        | 1.0       | 19        | 202   | 70            | 0             | 1             | 2             |  |         |         |
| Totaux LAR      | Totaux LAR      | 16  | 22    | 18        | 4         | 0.0       | 1         | 22    | 4             | 0             | 0             | 0             |  |         |         |
| Totaux Carrière | Totaux Carrière | 112 | 289   | 250       | 39        | 1.0       | 20        | 224   | 74            | 0             | 1             | 2             |  |         |         |

| Année           | Équipe          | MJ |       | Plaquages | Plaquages | Plaquages | Plaquages |       | Interceptions | Interceptions | Interceptions | Interceptions |  | Fumbles | Fumbles |
| Année           | Équipe          | MJ | Total | Seul      | Ast.      | Sacks     | Nb.       | Yards | Déf.          | TD            | Nb.           | Rec.          |  |         |         |
| 2010            | GB              | 4  | 13    | 13        | 0         | 1.0       | 2         | 40    | 3             | 0             | 1             | 0             |  |         |         |
| 2011            | GB              | 1  | 1     | 0         | 1         | 0.0       | 0         | 0     | 1             | 0             | 0             | 0             |  |         |         |
| 2012            | GB              | 2  | 11    | 9         | 2         | 0.0       | 2         | 52    | 4             | 1             | 0             | 0             |  |         |         |
| 2013            | GB              | 1  | 0     | 0         | 0         | 0.0       | 0         | 0     | 0             | 0             | 0             | 0             |  |         |         |
| 2014            | GB              | 2  | 4     | 3         | 1         | 0.0       | 1         | 0     | 2             | 0             | 0             | 0             |  |         |         |
| 2015            | GB              | 1  | 3     | 3         | 0         | 0.0       | 0         | 0     | 2             | 0             | 0             | 0             |  |         |         |
| 2015            | LAR             | 3  | 0     | 0         | 0         | 0.0       | 0         | 0     | 0             | 0             | 0             | 0             |  |         |         |
| Totaux GB       | Totaux GB       | 14 | 32    | 28        | 4         | 1.0       | 5         | 92    | 12            | 1             | 1             | 0             |  |         |         |
| Totaux LAR      | Totaux LAR      | 3  | 0     | 0         | 0         | 0.0       | 0         | 0     | 0             | 0             | 0             | 0             |  |         |         |
| Totaux Carrière | Totaux Carrière | 17 | 32    | 28        | 4         | 1.0       | 5         | 92    | 12            | 1             | 1             | 0             |  |         |         |

## Vie privée
Le 19 octobre 2016, lors d'une perquisition, la police découvre de la marijuana au domicile de Shields. Il est officiellement inculpé de deux chefs de détention de marijuana le 16 janvier 2017.